# Philipp I xứ Hessen
Philipp I xứ Hessen (13 tháng 11 năm 1504 - 31 tháng 3 năm 1567), biệt danh là der Großmütige ("người vĩ đại"), là Phong địa bá tước thứ 16 và cũng là người cai trị cuối cùng của Bá quốc Hessen, trước khi nó được phân chia cho chính các con của ông. Philipp I là một nhà đấu tranh cho Cải cách Tin Lành và là một trong những nhà cai trị quan trọng nhất thời kỳ đầu của đạo Tin Lành trong Đế chế La Mã Thần thánh.
Sau cái chết của Philipp I vào năm 1567, Bá quốc Hessen đã được chia cho 4 người con trai của ông, trong đó: Người con cả là Wilhelm IV thừa kế Bá quốc Hessen-Kassel, người con thứ 2 là Ludwig IV thừa kế Bá quốc Hessen-Marburg, người con thứ 3 là Philipp II thừa kế Bá quốc Hessen-Rheinfels, và con trai út Georg I thừa kế Bá quốc Hessen-Darmstadt.